# ベクター・アリーナ
スパーク・アリーナ（Spark Arena　オークランドシティアリーナとも）は、ニュージーランドのオークランドにある多目的アリーナ。ニュージーランド最大の屋内競技場である。

## 概説
2007年3月24日に、ロック・スター・スーパーノヴァのコンサートで杮落とし。命名権はベクター・リミテッドが取得しベクター・アリーナの名称だったが、2017年4月にスパーク・ニュージーランドが新たに命名権を取得した。
また、2009年3月にはキングス・オブ・レオンがアリーナ最多動員記録である11,930名を動員した。
その他、バスケットボールやネットボールなどのスポーツにも対応している。